# Xenia (Görögország)

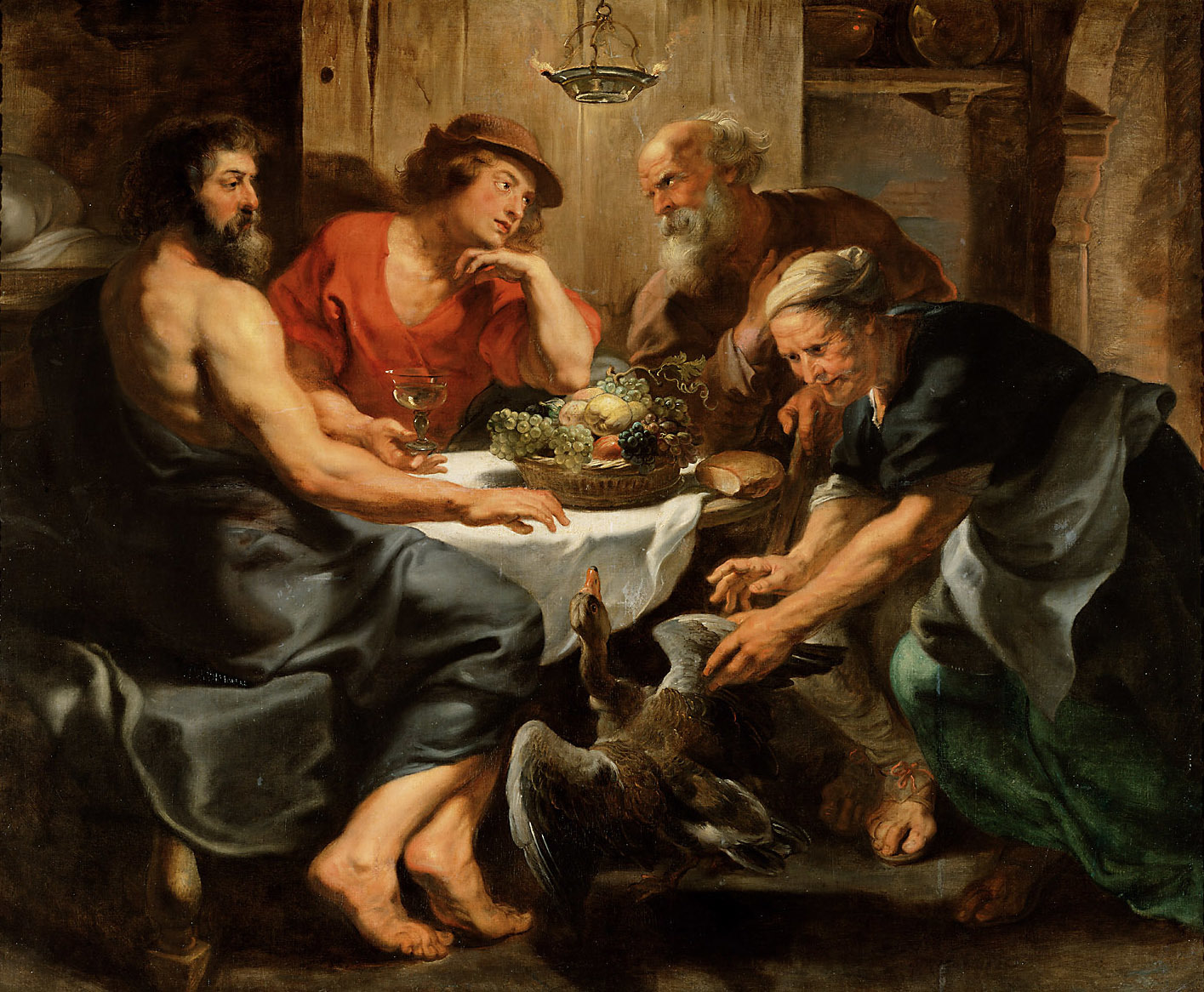
Jupiter és Mercurius Philémón és Baukisz házában (1630–33) Rubens munkája: Zeusz és Hermész teszteli a falu vendégszeretetét, azonban csak Philémón és Baukisz fogadta be őket, amiért pket megjutalmazták, szomszédaikat pedig megbüntették.

A xenia (ógörögül: ξενία) a  vendéglátás (hospitum) megszentelt ókori görög formája, az a nagylelkűség és udvariasság, melyet azok irányába mutatnak, akik távol vannak az otthonuktól. Mondják ezt arra az emberre is, aki vendég-barátságot mutat más irányába. A vendéglátás rítusa kölcsönösségi kapcsolatot hoz létre a vendég és a vendéglátó között mind anyagi (ajándék, védelem, fedél) mint nem anyagi (kedvességek, néhány normatív szabály) terén.
A görög Zeusz istent is néha Zeus Xeniosként is nevezik, mert ő a xenia védelmezője. Így ő testesítette meg az istenek között az utazók felé mutatott vendéglátást. A theoxeny vagy theoxenia egy fogalom a görög mitológiában, amelyben az emberek úgy nyilvánítják ki az erényüket vagy kegyességüket, hogy kiterjesztik a vendégszeretetüket alázatos idegenek (xenos) felé, akiről később kiderül, hogy álcában járó istenek (theos),  aki képes elismerést adni. Ezek a történetek megkapják a halandókat, és arra utasítja, hogy minden vendéggel úgy bánjanak, mintha egy rejtőző istenség volna. Ennek hatására lett a xenia ideálja alapvető görög szokás. A theoxenia ezen kívül azt is leírja, mikor az istenek egymást szórakoztatják, amit gyakran megörökítettek a görög képzőművészek. Ez kedvelt téma volt a reneszánsz idején is.

## Áttekintés
A xeniámak két alapszabálya van: 
1. A vendég tisztelete a házigazda által. A házigazdának vendégszeretőnek kell lennie a vendég felé, és el kell látnia fürdési lehetőséggel, élelemmel, itallal, ajándékkal, valamint biztosítania kellett a vendége biztonságát, míg ő meg nem érkezik a következő állomására. Udvariatlanságnak számított megkérdezni a vendégtől addig bármit is, míg az első ételt közösen el nem fogyasztották. Sem a nevét, sem uti célját nem lehetett addig tudakolni.
2. A házigazda tisztelete a vendég által. A vendégnek udvariasnak kellett lennie, és nem lehettek fenyegetőek, és nem jelenthettek terhet a házigazda számára. A vendégtől azt várták el, hogy történeteket hozzon, és számoljon be a külvilág eseményeiről. A legfontosabb az volt, hogy amennyiben a házigazda egyszer felkeresi őt, viszonozza a vendéglátást.[3]

A xenia igazán jelentős volt az ókorban, amikor az emberek azt hitték, az istenek elvegyülnek köztük. Ha valaki egy idegennel szemben rossz házigazda volt, fennállt a veszélye, hogy egy idegennek álcázott isten haragját váltja ki.  Úgy gondolják, hogy a görög „teoxénia” gyakorlata előzménye lehetett a Lectisternium római rítusának.
Míg ezek a vendég-barátságok sokszor az istenség körül forogtak, egyre inkább beépültek a görögök szokásai közé. Míg a hagyomány gyökerei a mítoszokban rejlenek, végül a xenia a mindennapok része lett egész Görögországban. Olyan történelmi hagyomány lett, mely megszabta, hogyan érintkeznek az emberek egymással és isteneikkel.

## AzIliaszban
- A Homérosz Iliaszában leírt trójai háború a xenia megszegése miatt tört ki. A trójai Priamosz házból származó Parisz Mükéné királyánál, Menelaosznál szállt meg, de megszegte a xenia szabályait, mikor elrabolta házigazdája feleségét, Helenét. Így az akhájok a Zeusznak tett esküjük miatt kötelesek voltak megbosszulni ezt a vétket. A xenia megsértése egyben Zeusz vezetőségének megsértése is volt.
- Diomédész és Glaucus egy nem embernek való földön találkoznak. Diomédész nem akar még egyszer istenek leszármazottjával harcolni, így először megkérdezi Glaucus származását. Mikor kiderül, ki az apja, Diomédész rájön, hogy édesapjaik egymásnak xeniát adtak, így ők is vendég-barátok. Így arra jutnak, hogy nem harcolnak egymással, sőt a vendég-barátságot tovább szőve páncélt adnak egymásnak.[4]
- Hektór Aiasszal megállapodik, hogy ajándékokat cserélnek egymással, így az emberek emlékezni fognak rájuk, és a gyűlölet helyét átveszi a barátság.[5] Bár ez nem a xenia hétköznapi értelmére adott példa, megmutatja, hogy a barátság mennyire fontos a görög kultúrában.
- 9. ének: Akhilleusz meghívja Odüsszeuszt a házába, és arra kéri Patrokloszt, hogy készítse el nekik a legerősebb bort. Patroklosz a bor mellé ételt is visz. A két férfi az étel mellett elbeszélget, majd Odüsszeusz átadja Agamemnón Akhilleusznak tett ajánlatát.[6]
- 18. ének: Héphaisztosz vendégül látja Thetiszt az otthonában. Azzal foglalkozik, hogy Thetisz jól érezze magát, ezért szórakoztatjka, és elrak minden egyéb eszközt.[7]
- 24. lének: Az Iliasz utolsó énekében Priamosz azért könyörög Akhilleusznál, hogy visszakapja fiát, Hektórt.